# Elmwood Park, Illinois
Elmwood Park är en ort (village) i Cook County, i delstaten Illinois, USA. Enligt United States Census Bureau har orten en folkmängd på 24 993 invånare (2011) och en landarea på 4,9 km².